# Vanda (opera)
Vanda je raná opera českého skladatele Antonína Dvořáka o legendární polské (krakovské) kněžně Vandě, které v ruchu národního obrození literárně zpracoval Julian Surzycki (1820–1882) z Varšavy, polský národní buditel, politik, stavební inženýr a příležitostný básník. Jeho knihu z polštiny přeložil Václav Beneš Šumavský a na libreto ji upravil spolu s Františkem Zákrejsem roku 1875. Premiéra se uskutečnila 17. dubna 1876 v Prozatímním divadle v Praze.

## Vznik díla
Po kompozici Krále a uhlíře a Tvrdých palic se Dvořák obrátil k vážné opeře, a to přímo k žánru "velké opery". V době mezi kompozicí Slovanských rapsodií a Slovanských tanců se logicky obrátil ke slovanskému námětu.
Libretisté Václav Beneš Šumavský a František Zákrejs své libreto napsali podle povídky Ing. Juliana Surzyckého. Muzikolog Alan Houtchens mylně soudil, že jde o zdroj německý), kostra příběhu však pochází z populární polské pověsti o kněžně Wandě, která odmítla manželství s německým knížetem Rüdigerem, a když pak kníže Poláky napadl, Wanda jej porazila v boji, načež jako oběť za vítězství spáchala sebevraždu skokem do Visly. Nutný milostný prvek v libretu opery představuje autory dodaná postava polského rytíře Slavoje, který se uchází o Vandinu ruku a podíl na vládě, přestože není urozeného původu.
Benešovo a Zákrejsovo libreto sleduje prvky meyerbeerovské velké opery: pět aktů, střídání sborových scén, ansámblů a árií, využití různých tradičních scén a prostředí (náboženské obřady, bojová scéna, scéna souboje, čarodějnická scéna, korunovace, chvalozpěvy i žalozpěvy), které mají skladateli dávat možnost využít různé hudební prostředky. Chybí však dramatická struktura, většinu opery představují statické scény, postavy jsou chabě vykresleny a chybí jim psychologický vývoj, některé scény — například efektní scéna s čarodějnicí Homenou — zjevně nemají pro děj žádný význam. Podle Anny Hostomské [p]ři četbě textu litujeme skladatele, že z nedostatku vhodnějšího libreta musel sáhnout k tomuto podivnému výtvoru.
Dvořák však text zhudebnil s velkou péčí. Základní idea díla a postava Vandy, která se proti své vůlí stává vládkyní a nakonec obětuje život za svou vlast, jej zjevně inspirovaly: Vandiny árie v těchto dvou zásadních okamžicích, Bohové velcí, bohové strašliví a Jen jedno nyní ještě přeji sobě, patří k nejlepším místům opery. Nejméně Dvořáka inspirovalo jednání druhé, zato čarodějnická scéna Homeny ve 3. jednání nezapře, že je předchůdcem scén s Ježibabou z Rusalky. Nejpropracovanějšími a nejobdivuhodnějšími místy jsou četné a rozsáhlé sbory, například ve scénách Vandiny korunovace, dvojsborové vzývání v bohů ve 4. jednání nebo hymnická oslava mrtvé královny na konci opery. Důraz na sbory připomíná Dvořákovu pozdější operu Dimitrij a oratorium Svatá Ludmila. Na druhé straně právě ony přispívají ke statické, spíše oratorní podobě Vandy, která je překážkou její dramatické účinnosti. Vždy byla rovněž oceňována orchestrace opery; podle O. Šourka je zde Dvořák již mistrem palety berliozovsky bohaté a smělé.
Velkorysé zpracování opery však neodpovídalo možnostem pražského Prozatímního divadla, kterému byla Vanda určena. Chyběly odpovídající pěvecké síly, dostatečně velký sbor i orchestr, malé a technicky nenáročně vybavené jeviště divadla neumožňovalo úspěšně inscenovat monumentálně koncipované scény, přestože se vedení divadla snažilo o co nejdůstojnější provedení. (Když v roce 1874 převzala správu opery staročeská skupina, programově uvedla Dvořákova Krále a uhlíře, mladočeské vedení nastoupilo zpět na jaře 1876 a představilo se na oplátku Vandou.) Premiéra 17. dubna 1876 byla pro Dvořáka velkým zadostiučiněním. Podle Národních listů [d]ům byl ve všech prostorách v pravém smyslu přeplněn a na vzdor tropickému vedru bylo obecenstvo výborně animováno a setrvalo až do pozdního konce představení. Úspěch byl co nejrozhodnější. Hned po prvním jednání byl skladatel několikráte a potom po každém aktu vícekráte hlučně volán.

## Další osudy opery
Přes počáteční úspěch se Vanda na jevištích neprosadila. Po premiéře následovaly jen čtyři reprízy. Prozatímní divadlo připravilo nové nastudování ještě roku 1880; Dvořák pro tuto příležitost učinil některé úpravy na základě zkušeností s prvním uvedením. Především původní kratší introdukci nahradil zcela novou předehrou, která se i po vymizení opery z repertoáru udržela jako koncertní skladba, a stala se tak nejznámější a nejoceňovanější částí díla. Inscenace z roku 1880 však nebyla dobře vypravena, náročnější části – mezi nimi celé hudebně nejbarvitější III. dějství – byly škrtnuty, navíc se nakonec dočkala jen tří repríz. Dvořák jednal o uvedení Vandy ve vídeňské Dvorní opeře (1879), provedení již bylo ohlášeno, ale sešlo z něj, stejně tak později z uvedení v Budapešti. V nově dobudovaném Národním divadle se připravovalo její uvedení roku 1883 a poté při příležitosti Dvořákových šedesátin roku 1901. Pro obě příležitosti skladatel provedl některé úpravy, v obou případech však k faktickému uvedení nedošlo. Dvořák tak již nikdy svou operu neviděl a její důstojné provedení vlastně nezažil.
I po skladatelově smrti zůstala Vanda raritou. Uvedlo ji Městské divadlo v Plzni roku 1925, roku 1929 dirigoval tři představení v pražském Národním divadle Otakar Ostrčil. Po dlouhé přestávce uvedlo Vandu olomoucké divadlo roku 1989, do Prahy se vrátila při jednom koncertním provedení ve Smetanově divadle 20. května 1991.
Jednou z potíží při provádění Vandy byl po dlouhou dobu neuspokojivý stav hudebního materiálu — faktická neexistence spolehlivé partitury. Dvořák totiž zaslal počátkem 80. let 19. století autograf partitury svému nakladateli Augustu Alwinovi Cranzovi do Lipska a tento rukopis byl zničen při náletu na toto město roku 1943. Dvořák však od Cranze dostal zpět (nedokonalý) opis, do kterého činil v letech 1883 a 1900 úpravy, a vedle toho se zachoval původní provozovací materiál a klavírní výtah z roku 1875. Na jejich základě a na vyzvání německého dirigenta Gerda Albrechta pořídil americký muzikolog Alan Houtchens rekonstrukci původní partitury. Albrecht se zasadil i jinak o jistou renesanci Vandy. Pořídil první nahrávku prakticky plného znění opery (1999), poprvé uvedl (koncertně) Vandu mimo české země (Amsterodam 2003, Vídeň 2004) a dirigoval i dosud poslední inscenaci této opery, která se konala v pražském Národním divadle (premiéra 9. května 2004, 5 představení). Na jaře roku 2004 Vandu poprvé ve Velké Británii provedla University College Opera v londýnském Bloomsbery Theatre.

## Osoby a první obsazení
| osoba | hlasový obor | premiéra (17.4.1876) |
| --- | ------------ | -------------------- |
| Vanda, dcera Krakova                                                                                          | soprán       | Marie Sittová        |
| Božena, její sestra                                                                                           | mezzosoprán  | Ema Maiserová        |
| Slavoj, rytíř krakovský                                                                                       | tenor        | Antonín Vávra        |
| Pohanský velekněz                                                                                             | bas          | Karel Čech           |
| Lumír, krakovský pěvec                                                                                        | baryton      | Leopold Stropnický   |
| Homena, čarodějka                                                                                             | mezzosoprán  | Betty Fibichová      |
| Roderich, německý kníže                                                                                       | baryton      | Josef Lev            |
| posel | tenor        | Jan Šára             |
| Velislav, lech                                                                                                | ...          | Josef Šmaha          |
| Všerad, lech                                                                                                  | ...          | Josef Chramosta      |
| Vitomír, lech                                                                                                 | bas          | Ferdinand Koubek     |
| hlasatel | ...          | Petr Doubravský      |
| Vladykové a leši, vojáci, kmeti země krakovské, dívky z Vandiny družiny, pohanští kněží a kněžky, cizí rytíři |              |                      |
| Dirigent: Adolf Čech, režisér: Edmund Chvalovský                                                              |              |                      |

## Děj opery
Odehrává se v polském Krakově v legendárních dobách.

### 1. dějství
(Rovina před Wawelem, stromoví) Dívky opěvují krásu přírody a moc boha Svantovíta (sbor Slunko svítí, slunko hřeje, Svantovít dal máj). Přicházejí dcery zesnulého vládce Kraka, Vanda a Božena. Vandu něco tíží, posílá děvčata pryč a Boženě se svěřuje s obavami, jak se jí, jako "slabé dívce", zvolené na otcův stolec, podaří dobře vládnout polské zemi.
Přichází rytíř Slavoj, aby se s Vandou rozloučil: upomíná ji na jejich společné dětství a na své hrdinské činy (duet Ó královno má překrásná a Slavojova romance Hned, když jsem ještě hochem byl). Ale nyní se musí vzdát touhy po ní, protože se jako mladík prostého původu nemůže stát manželem královny. Vanda jej ale zadržuje a dává mu naději (duet Oj, mocní bohové, co jsem/jsi to pověděla!). Slavoj tedy zůstává po jejím boku, přichází ale posel německého knížete Rodericha, který žádá jménem svého pána o Vandinu ruku. Ta ji však již za otcova života podvakráte odmítla a stejně by ráda učinila i nyní (zpěv To vše jsou pro mne divná, marná slova), konečné rozhodnutí však nechává na radě kmetů.
Starý velekněz, strážce pohanských tradic, ale též výsad urozených lechů, vyzývá Vandu, aby výslovně přijala volbu za královnu (árie Krakova dcero, otcem vyvolená, korunu abys nesla na své skráni). Vanda se ještě brání, avšak znamení hromu, posla boha Peruna, potvrzuje rozhodnutí zesnulého vládce. Nová královna prosí bohy, aby jí byli při vládě nápomocni (árie Bohové velcí, bohové strašliví). Shromážděný lid ji oslavuje (sbor Bohové naši velcí, spanilí nám dali vědět vůli svou) a tančí mazurku.
Probíhá korunovační obřad. Vanda přísahá bohům, že je vždy ochotna položit život za svou víru a otčinu. Lid zpívá hymnus Nebe i země bohové naši.

### 2. dějství
(Tamtéž) Ve velkém shromáždění lid holduje Vandě (sbor Na velebném trůně děva krásná, mladá), ale velekněz připomíná Krakovu podmínku, že si královna musí zvolit ženicha, a on buď lech neb knížecího stavu, ať rodu domácího či cizího. Uchazeč musí, podle usnesení kmetské rady, splnit jeden z úkolů: střílení z luku do jablka, vržení mlatu po větvi a proražení štítu kopím. Pěvec Lumír představuje tři urozené nápadníky, Vitimíra, Velislava a Všerada (Lumírův zpěv Zde jest Vitomír, lech vítězný). Ke škodolibé radosti sboru však žádný z nich svůj úkol nesplní. K vykonání úkolů se přihlásí Slavoj; velekněz mu v tom sice chce zabránit, na nátlak lidu je však Slavoj připuštěn ke klání a zhostí se všech tří úkolů. Zatímco lid i Vanda jásají, velekněz sňatek nadále považuje za nemožný (árie Slavoje Ó, duchu Krakův, vstup zde mezi nás).
V té chvíli přichází kníže Roderich a hlásí se k souboji o Vandinu ruku (árie Hory, kde les vroubí zelený, země bohaté jsem mocný pán). Na Roderichovu výzvu se přihlásí Slavoj; Roderich jej nejprve urazí, neboť jej nemá za sobě rovného, nakonec se s ním ale pustí do souboje, v němž Slavoj knížete přemůže. Na zásah Vandy Rodericha nechává naživu. Zatímco téměř všichni doufají, že tím je zápas o Vandu a vládu v zemi vyřešen (tercet Půtka ostaň jediná), velekněz varuje před dalšími sváry.

### 3. dějství
(Obětiště Černoboha, noc) Vanda se na tomto odlehlém místě setkává se Slavojem, aby se dozvěděli věštby o osudu země (Vandina árie Vůkol temno vládne krajem a duet Budoucnosti dálnou dobu mocným kouzlem odhalím). Oba se skryjí, když vchází čarodějka Homena se svými pomocníky připravit oběť Černobohovi (zpěv Homeny Již půlnoc nastává a děsná černá vůkol noc). Kníže Roderich se dvěma průvodci vyhledal Homenu a žádá ji, aby mu "čarami či zradou" pomohla zmocnit se Vandy, do které se kdysi bezhlavě zamiloval, když ji potkal na lovu (Roderichova balada Když ondy srnu honila, do mého lesa zbloudila... Srdce moje láskou plane ku spanilé panně).
Než se stačí Roderich s Homenou dohodnout, vystoupí Vanda i Slavoj z úkrytu. Roderich se sice Slavojovi brání, brzy však je odzbrojen posilami, které přivádí Božena (zpěv Taste zbraně ku obraně královny své!). Vanda prozrazuje, co měl kníže v úmyslu, ale nakonec jej před pomstychtivým lidem ochrání a propouští, aby zachovala mír. Roderich odcházeje hrozí, že se pomstí celému Vandinu národu.

### 4. dějství
(Vnitřek modlitebny pohanské) Roderich přitáhl se svým vojskem ke Krakovu, chystá se bitva. Velekněz klade vinu Vandě a její lásce ke Slavojovi (árie Co Vanda slove naší královnou a sbor Bitva blíží se k našim až prahům). Špatné zprávy z boje přináší i Božena (árie Zlaté slunce ozářilo vojska vrahů zlatý roj). K oltářům přichází i samotná Vanda v zakrvácené zbroji. Ve vášnivé modlitbě slibuje bohům, že za vítězství polského vojska obětuje svůj život (árie Velcí bohové, nás slyšte, vlast již hyne nám). Z rukou velekněze přijímá otcovu bitevní korouhev a spěchá zpět do boje, zatímco velekněz vede vzývání bohů (árie Padněte všichni zbožně na kolena... Ó nejmocnější bože tříhlavý).
Po chvíli je zvenčí slyšet vítěznou píseň Vandina vojska, které pak samo vstupuje do modlitebny (sbor První díky sluší bohům vznést). Zvláště Slavoj se v boji vyznamenal, Vanda sama ve vřavě zabila Rodericha. Všichni oslavují své vítězství (ansámbl Ó nebesa, srdce plesá za to vítězství). Ale když lid Vandu vyzývá, aby si nyní vzala hrdinného Slavoje, Vanda odmítá: učinila slib bohům a vzdala se svého štěstí (sbor Zasvěcen bohům její život jest).

### 5. dějství
(Taras před Wawelem) Vanda a Slavoj pozorují východ slunce (duet Jsem šťasten, že mne miluješ... Jak krásně, hleď, uprostřed hor). Idyla ovšem nemá dlouhého trvání, královna se loučí s milencem i se sestrou. Jejich naléhání, aby se rozmyslela, naráží na Vandino odhodlání. Rovněž velekněz potvrzuje, že si bohové žádají její smrt. Vanda si ještě od Slavoje vyžádá bílou růži (árie Jen jedno nyní ještě přeji sobě) a pak skočí ze skály do Visly. Velekněz oznamuje vyplnění vůle bohů, Slavoj a Božena jsou zdrceni, lid vzdává své královně poslední poctu (sbor Pro lid, který milovala, život věnovala).

## Nahrávky
Existují celkem tři nahrávky Vandy, jedna z nich je však živý záznam z Národního divadla, který není komerčně dostupný.
- 1951 (původně rozhlasová nahrávka, vydáno na LP 1985, CD 1996, Supraphon SU 3007-2 602) Zpívají (Vanda) Drahomíra Tikalová, (Božena) Štefa Petrová, (Slavoj) Beno Blachut, (velekněz) Karel Kalaš, (Lumír) Bořek Rujan, (Homena) Ludmila Hanzalíková, (Roderich) Václav Bednář, (posel) Zdeněk Jankovský. Pražský rozhlasový orchestr a Pěvecký sbor Československého rozhlasu v Praze řídí František Dyk. Značně kráceno.[7]
- 1999 (Orfeo C 149 0003 F) Zpívají (Vanda) Olga Romanko, (Božena) Irina Čistjakova, (Slavoj) Peter Straka, (velekněz) Pavel Daniluk, (Lumír) Ivan Kusnjer, (Homena) Michelle Breedt, (Roderich) Ivan Kusnjer, (posel/1. rytíř) Jörg Pavelec, (hlasatel/2. rytíř) Gerd Grochowski, (3. rytíř) Petr Frybert. Pražský komorní sbor, WDR Rundfunkchor Köln a WDR Sinfonieorchester Köln řídí Gerd Albrecht[8]
- 2004 (nevydáno) Zpívají (Vanda) Olga Romanko, (Božena) Jolana Folgašová, (Slavoj) Valentin Prolat, (velekněz) Oleg Korotkov, (Lumír) Roman Janál, (Homena) Yvona Škvárová, (Roderich) Ivan Kusnjer. Orchestr a sbor Národního divadla v Praze řídí Gerd Albrecht. Značně kráceno.

Árii Rodericha z 2. jednání „Přichází v šraňky... Hor, kde les vroubí zelený“ zpívá Ivan Kusnjer na CD „Rarity české opery“ (2011) (Supraphon, SU 4074-2 611).